# NGC 7119
NGC 7119 é uma galáxia espiral barrada na direção da constelação de Grus. O objeto foi descoberto pelo astrônomo John Herschel em 1834, usando um telescópio refletor com abertura de 18,7 polegadas. Devido a sua moderada magnitude aparente (+12,8), é visível apenas com telescópios amadores ou com equipamentos superiores. 